# HEAG-Baureihe ST13

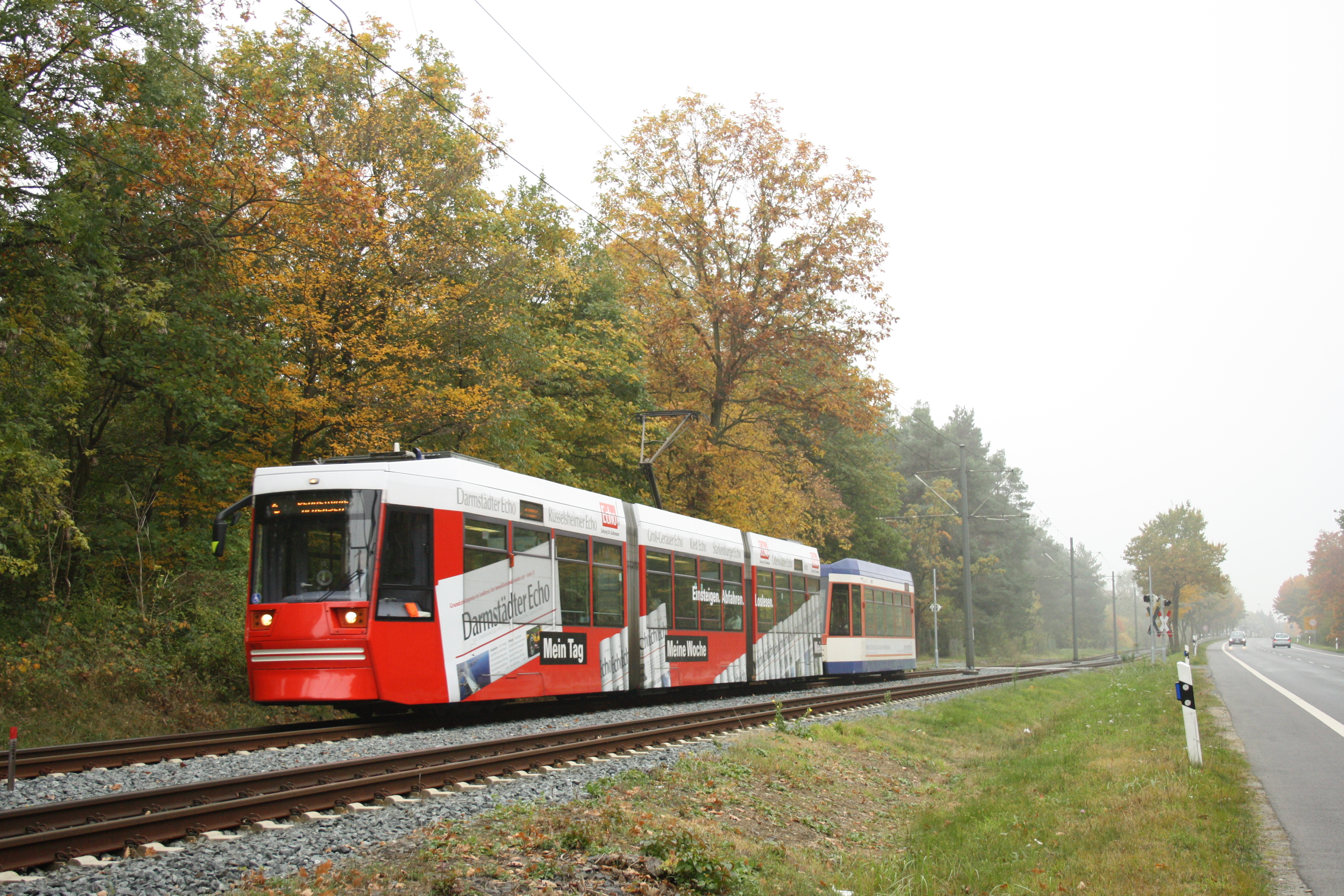
ST13 - Tw 9870

ST13 steht für eine Serie der Straßenbahn Darmstadt. Es ist eine Abkürzung von Straßenbahn-Triebwagen 13. Serie. Insgesamt besitzt das Darmstädter Verkehrsunternehmen HEAG 20 Triebwagen dieses Typs, mit den Betriebsnummern 9855–9874. Mit der Indienststellung der ST13 wurden erstmals Niederflurtriebwagen in Darmstadt eingesetzt. Hersteller sind LHB und Adtranz. Alle Fahrzeuge sind Einrichtungsfahrzeuge. Die ST13 wurden von Rollbandanzeigen auf LED-Anzeigen umgerüstet. Ähnliche Fahrzeuge verkehren bei der Straßenbahn Magdeburg als Gelenktriebwagen NGT8D. Diese waren Vorbild für Darmstadt, aber die Darmstädter sind 2,4 m breit, aber dafür im C-Teil rund zwei Meter kürzer.

## Aufbau und Ausstattung
Ein Triebwagen ist 27,831 Meter lang und besteht aus drei Fahrzeugmodulen, wobei sich unter dem ersten und dem letzten jeweils ein doppelachsiges Triebdrehgestell und unter dem zweiten zwei doppelachsige Kleinradlaufdrehgestelle befinden. Die Gesamtantriebsleistung beträgt 4 × 95 kW, die Motoren sind wassergekühlt. Alle drei Fahrzeugmodule besitzen eine Doppelaußenschwenkschiebetür und der erste und letzte Wagenteil am vorderen und am hinteren Ende je eine Einzelaußenschwenkschiebetür.
Pro Fahrzeug gibt es 74 Sitz- und 89 Stehplätze, insgesamt können also 163 Personen befördert werden.
Die Haltestangen sind in allen Fahrzeugen rosa lackiert, bis auf einen Teil der Haltestangen im ersten Wagenteil, da dort extra Einrichtungen für Rollstühle später nachgerüstet wurden. Im ersten und letzten Fahrzeugmodul sind die Fußböden am Ende erhöht, da dort die Fahrzeugmotoren untergebracht worden sind. Alle Triebwagen besitzen auf dem Außenspiegel ein gelbes Dreieck, da die Spiegel sonst von den Fahrgästen leicht übersehen werden. Nur Triebwagen 9864 hat auf dem Außenspiegel einen grünen Kreis.
Wagen 9856 wurde anlässlich des 125-jährigen Vereinsjubiläums des SV Darmstadt 98 mit einem blau-weißen Sondermotiv beklebt.

## Einsatz
Die ST13 sind auf allen Linien, im Mischverkehr mit ST15, ST14 und ST12 sowie mit angehängten SB9, anzutreffen.
Im Laufe des Jahres 2024 wurden nach einem Verkehrsunfall der stark beschädigte vordere Wagenteil des Wagens 9858 sowie die beiden hinteren Wagenteile des Wagens 9857 ausgemustert und verschrottet. Die verbliebenen Wagenteile beider Wagen wurden unter der Nummer 9858 neu zusammengestellt und im Juli wieder in Betrieb genommen. Außerdem wurde der zuvor seit 2016 als Ersatzteilspender abgestellte Wagen 9872 reaktiviert.

## Namensgebung
Einige Gelenktriebwagen der Serie ST13 sind nach den Partnerstädten der Stadt Darmstadt benannt. Dies sind folgende Wagen:
- 9859 Logroño
- 9869 in Ulm mit Namen 'Stadt Ulm' versehen, jedoch später in Darmstadt wieder entfernt